# Hong Kong Stadium
Hong Kong Stadium – główny obiekt sportowy w Hongkongu. Przebudowany ze starego stadionu rządowego, odbudowany jako Hong Kong Stadium w 1994 roku. Posiada 40 000 miejsc, w tym 18 240 miejsc na głównym poziomie, 18 559 miejsc na górnym poziomie, 3153 miejsc dla VIP-ów i 48 miejsc dla osób na wózkach inwalidzkich.
Stadion położony jest na obszarze So Kon Po, na wyspie Hongkong, w dolinie w pobliżu Causeway Bay. Większość międzynarodowych meczów piłki nożnej odbywających się w Hongkongu ma miejsce na tym stadionie. Jest to również miejsce rozgrywania turnieju rugby 7 Hong Kong Sevens. Hong Kong Stadium gościł także dwukrotnie Puchar Świata w rugby 7 Międzynarodowej Rady Rugby w 1997 i 2005.